# 喇嘛甸镇 (梨树县)
喇嘛甸镇，是中华人民共和国吉林省四平市梨树县下辖的一个乡镇级行政单位。

## 行政区划
喇嘛甸镇下辖以下地区：
昌平社区、高家窝堡村、喇嘛甸村、老程窝堡村、梨树贝村、柳树营村、六家子村、牛家窝堡村、彭家窝堡村、平岭村、前加巴村、申染房村、王家园子村、一棵树村和前胡家村。